# Kner Endre
Kner Endre (Gyoma, 1896. február 4. – Szovjetunió, Don-kanyar, 1943. január) zsidó származású magyar nyomdász, üzletember.

## Élete
Kner Izidor és Netter Kornélia negyedik gyermekeként született. Az aradi Felsőkereskedelmi Iskolában tanult, 1914-ben érettségizett. Az első világháborúban a nagyváradi 4. Honvéd Gyalogezred tisztjeként szolgált, hadnagyként szerelt le. A háború után a gyomai Kner-nyomda pénzügyi és adminisztratív ügyeit intézte. Kner Izidor halála után testvérével Kner Imrével együtt, mint tulajdonosok irányították a nyomdát 1935-től.
1943 januárjában mint a Magyar 2. hadsereg munkaszolgálatosaként a Don-kanyarban tűnt el a Szovjetunióban.